# Склеротинія
Склеротинія (Sclerotinia) — рід грибів родини Sclerotiniaceae. Назва вперше опублікована 1870 року.

## Поширення та середовище існування
В Україні зустрічаються:
- Sclerotinia ficariae — Склеротинія жовтецева[2]
- Sclerotinia sclerotiorum — Склеротинія склероцієва[3]
- Sclerotinia trifoliorum — Склеротинія конюшинова[4]